# Louis K. Diamond
Louis Klein Diamond (geboren 11. Mai 1902 in Kischinjow, Russisches Kaiserreich (heute Chișinău, Republik Moldau); gestorben 14. Juni 1999 in Los Angeles) war ein Hämatologe und Pädiater.

## Leben
Nach dem Judenpogrom von 1903 in Kischinjow emigrierte seine Familie im Jahr 1904 in die Vereinigten Staaten.
Diamond wuchs in New York City auf. Er besuchte von 1919 bis 1923 das Harvard College, 1927 schloss er sein Medizinstudium an der Harvard Medical School ab. Zunächst arbeitete er bei Florence Sabin und schloss dann seine Facharztausbildung am Boston Children’s Hospital ab. Hier gründete er eines der ersten hämatologisch-pädiatrischen Forschungslabore des Landes.
1933 erhielt Diamond eine Professur an der Harvard Medical School, die er bis zu seiner Emeritierung mit 65 Jahren innehielt – nur unterbrochen von seiner Tätigkeit als Leiter des Blutspendeprogramms des Amerikanischen Roten Kreuzes 1948 bis 1950. Nach seiner Tätigkeit in Harvard forschte er noch 20 Jahre an der University of California, San Francisco, wo er eine Professur für Kinderheilkunde innehatte, und bis über sein 90. Lebensjahr hinaus an der University of California, Los Angeles.
Diamond war verheiratet und hatte einen Sohn, den Biologen Jared Diamond, und eine Tochter.

## Wirken
Diamond gilt als „Vater“ der pädiatrischen Hämatologie. In seinem Labor wurde eine ganze Generation amerikanischer pädiatrischer Hämatologen ausgebildet. Die späteren Nobelpreisträger Daniel Carleton Gajdusek und Jean Dausset gehörten zu seinen Schülern.
Gemeinsam mit Kenneth Blackfan und J. M. Baty veröffentlichte Diamond 1932 eine Arbeit, die unter Erythroblastosis fetalis die bis dahin getrennt betrachteten Symptome Hydrops fetalis, Neugeborenenikterus und Kernikterus zusammenfasste. Später entdeckte Philip Levine die Ursache dieses Krankheitsbildes, die Rhesus-Inkompatibilität. Diamond baute daraufhin ein Blutgruppenlabor auf, in dem unter anderem diese Erkrankung weiter erforscht wurde und ein Test zur Differenzierung zwischen (plazentagängigen) IgG-Antikörpern und (nicht plazentagängigen) IgM-Antikörpern entwickelt wurde. Diamond etablierte die Austauschtransfusion über die Nabelvene als Therapieverfahren des Krankheitsbildes.
Gemeinsam mit Blackfan veröffentlichte Diamond 1938 erstmals das Diamond-Blackfan-Syndrom. Weitere mit Diamond verknüpfte Eponyme sind das Gardner-Diamond-Syndrom (Autoerythrozytische Purpura) und das Shwachman-Bodian-Diamond-Syndrom.
Wichtige Ergebnisse Diamonds Blutgruppenlabors waren darüber hinaus Schätzungen über die Häufigkeit unehelicher Geburten und (gemeinsam mit Ernst Mayr) die Entdeckung, dass Blutgruppenmerkmale evolutionäre Merkmale sind, weil sie für oder gegen bestimmte Krankheiten prädisponieren.
Gemeinsam mit Sidney Farber gilt Diamond als Vorreiter der Chemotherapie bei den Leukämien des Kindesalters.

## Auszeichnungen (Auswahl)
- 1963 Karl Landsteiner Memorial Award[1]
- 1964 Mitglied der American Academy of Arts and Sciences[2]
- 1973 John Howland Award[3][4]

An der University of California, San Francisco, gibt es eine nach Diamond benannte Professur für Hämatologie. Aktueller Stellenhaber (Stand 2016) ist Yuet Wai Kan.